# Seunggyun Bae
Seunggyun Bae (Seoel, 22 april 2007) is een Zuid-Koreaans voetballer die bij voorkeur als middenvelder speelt. Hij staat tot medio 2028 onder contract bij Feyenoord, dat hem voor het seizoen 2025/26 verhuurde aan FC Dordrecht.

## Clubcarrière
Bae maakte onderdeel uit van de voetbalelftallen van verschillende scholen in Zuid-Korea alvorens hij in 2025 door Feyenoord werd gecontracteerd. Bij de Rotterdammers zou hij aanvankelijk aansluiten in de jeugdopleiding, maar uiteindelijk werd hij aan partnerclub FC Dordrecht verhuurd. Hier maakte hij op 8 augustus 2025 zijn debuut in het betaald voetbal in de met 1-0 gewonnen wedstrijd tegen SC Cambuur.

## Clubstatistieken
| Seizoen                       | Club           | Competitie     | Competitie | Competitie | Beker | Beker | Int. | Int. | Overig | Overig | Totaal | Totaal |
| Seizoen                       | Club           | Competitie     | Wed.       | Dlp.       | Wed.  | Dlp.  | Wed. | Dlp. | Wed.   | Dlp.   | Wed.   | Dlp.   |
| ----------------------------- | -------------- | -------------- | ---------- | ---------- | ----- | ----- | ---- | ---- | ------ | ------ | ------ | ------ |
| 2025/26                       | FC Dordrecht   | Eerste divisie | 1          | 0          | 0     | 0     | –    | –    | 0      | 0      | 1      | 0      |
| Clubtotaal                    | Clubtotaal     | Clubtotaal     | 1          | 0          | 0     | 0     | 0    | 0    | 0      | 0      | 1      | 0      |
| Carrièretotaal                | Carrièretotaal | Carrièretotaal | 1          | 0          | 0     | 0     | 0    | 0    | 0      | 0      | 1      | 0      |
| Bijgewerkt op 8 augustus 2025 |                |                |            |            |       |       |      |      |        |        |        |        |

2 Codutti ·
2 Van de Giessen ·
3 Valk ·
4 Drakpe ·
5 Hilton ·
6 Van Vianen ·
11 Pynadath ·
12 Tabiri ·
13 Baltussen ·
14 Olde Keizer ·
15 M'Bemba ·
18 Scholte ·
20 Van der Sluijs ·
21 Sunderland ·
22 Amuzu ·
22 Verdonk ·
23 Afaker ·
24 Igor ·
25 Vugts ·
25 Monkou ·
25 Huitzing ·
26 Van Ramshorst ·
26 Van Gogh ·
31 Razumejevs ·
63 Biai ·
De Bie ·
Fonville ·
Van Aken ·
Coach: Boel
· Assistent-coach: Adjei
· Assistent-coach: Vierklau
· Keeperstrainer: Hoegee